# Hyejong
König Hyejong (koreanisch 혜종) (* 912 in Songak, Königreich Goryeo; † 23. Oktober 945 in Songak, Goryeo) war während seiner Regierungszeit von 943 bis 945 der 2. König des Goryeo-Reiches und der Goryeo-Dynastie (고려왕조) (918–1392).

## Leben
Hyejong war der erstgeborene Sohn von König Taejo (태조) und seiner zweiten Frau Königin Janghwa (장화). Sein Geburtsname war Wang Mu (왕무).
921 wurde er mit Unterstützung des Generals Park Sulhui (박술희) von seinem Vater zum Kronprinzen ernannt. Er residierte im östlichen Palast der Stadt und führte oft militärische Aktionen des Staates aus. Er folgte Anweisungen mit Anstand und zollte seinen Lehrern stets Respekt, was ihm Anerkennung und Reputation einbrachte.
Er folgte seinem Vater auf den Thron, als dieser am 4. Juli 943 verstarb und war im Land als Monarch von vielen im Volk akzeptiert. Einem Gerücht, dass sein Bruder Jeongjong (정종) einen Hochverrat gegen ihn plante, begegnete er mit noch mehr Freundlichkeit zu ihm. Doch mit der Zeit fühlte sich König Hyejong zunehmend unsicher und umgab sich ständig mit bewaffneten Wächtern, denen er vertraute.
Sein Vater, König Taejo, hatte noch kurz vor seinem Tod in Voraussicht die „Die Zehn Verfügungen“, im koreanischen Hunyo Sipcho (훈요십조) genannt, verfasst, dass das Königreich und der Thron noch nicht als sicher galt. So hatte dann auch König Hyejong nur zwei Jahre nach seiner Thronbesteigung mit der Rebellion von Wang Gyu (왕규), einem angeheirateten der Königsfamilie zu tun, der versuchte ihn töten zu lassen. Die Verschwörung misslang, doch Hyejong starb noch im selben Jahr eines natürlichen Todes. Daneben gibt es auch die These, dass er – angestiftet durch einen seiner Schwiegerväter – ermordet wurde.
Sein Grabmal ist in der Stadt Kaesŏng in Nordkorea zu finden.

## Belege
1. ↑  
Han: Ancient/Goryeo Era. 2010, S. 369.
2. 1 2  
혜종[惠宗,912~945]. In: Doopedia. Doosan Corporation, abgerufen am 17. April 2019 (koreanisch).
3. 1 2  
Crewe: Sources of Korean Tradition. 1997, S. 159.
4. ↑  
The Ten Injunctions and the East Asia Cultures. GPAHelp.com, abgerufen am 17. April 2019 (englisch).
5. ↑  
Lee: A New History of Korea. 1984, S. 104.
6. ↑  Marion Eggert, Jörg Plassen: Kleine Geschichte Koreas (= C.H. Beck Paperback). 3., aktualisierte  Auflage. C.H.Beck, München 2023, ISBN 978-3-406-80908-8, S. 47.

| Personendaten    | Personendaten                                       |
| ---------------- | --------------------------------------------------- |
| NAME             | Hyejong                                             |
| ALTERNATIVNAMEN  | Wang Mu                                             |
| KURZBESCHREIBUNG | 2. König des Goryeo-Reiches und der Goryeo-Dynastie |
| GEBURTSDATUM     | 912                                                 |
| GEBURTSORT       | Songak, Silla                                       |
| STERBEDATUM      | 23. Oktober 945                                     |
| STERBEORT        | Songak, Goryeo                                      |